# ماجی
ماجی (انگلیسی: Muji) شرکت خرده‌فروشی ژاپنی اسا، که در سال ۱۹۸۰ تأسیس شد.